# Союзное государство
Сою́зное госуда́рство (бел. Саюзная дзяржава) — надгосударственное образование России и Беларуси с поэтапно организуемым единым политическим, экономическим, военным, таможенным, валютным, юридическим, гуманитарным, рыночным и культурным пространством.
Также в прессе встречаются названия «Союз России и Беларуси» (СРБ), «Союзное государство России и Беларуси» (СГРБ), «Союз Беларуси и России», «Союзное государство Беларуси и России». Общий праздник — День единения народов Беларуси и России (отмечается со 2 апреля 1997 года).

## История Союзного государства

### Проекты договора
Ещё в 1991 году Президент СССР Михаил Горбачёв предложил создать Союз Суверенных Государств (ССГ) во время Новоогарёвского процесса как конфедеративного государства, однако соглашение об этом так и не было достигнуто.
Сближение Республики Беларусь и Российской Федерации спустя 5 лет имело своей приоритетной целью восстановление экономических связей, существовавших в советское время, когда крупные экспортоориентированные предприятия БССР занимались сборкой изделий из комплектующих, производившихся по всему СССР, а Россия была не только источником комплектующих и сырья для белорусской промышленности, но и основным рынком сбыта. Лозунг сближения с Россией выдвигался Александром Лукашенко ещё в ходе предвыборной кампании на президентских выборах в июле 1994 года. Став главой государства, он использовал эту тему для получения политических и экономических преференций от России. В то же время формированию Союзного государства в 1990-е годы препятствовали политические и экономические процессы, происходившие внутри обоих государств.
6 января 1995 года было подписано соглашение о таможенном союзе, 21 февраля 1995 года — Договор о дружбе, добрососедстве и сотрудничестве сроком на 10 лет. Направление в сторону интеграции началось после 1995 г. Во второй половине 1990-х гг. были подписаны межгосударственные документы:
- 1996 год — «Договор о создании сообщества Беларуси и России»;
- 1997 год — «Договор о Союзе Беларуси и России»;
- 1998 год — «Декларация о дальнейшем единении Республики Беларусь и Российской Федерации»[6];
- 1999 год — «Договор о создании Союзного государства»[7].

### Образование государства
Изначальный «Договор о создании сообщества Беларуси и России» (2 апреля 1996) имел международный характер и «аморфное содержание». Уже через несколько лет Сообщество было преобразовано в интеграционное образование — Союз Беларуси и России. Был подписан «Договор о Союзе Беларуси и России» (2 апреля 1997) и Устав Союза (23 мая 1997). В период с 8 октября 1998 года по 1 января 1999 года был опубликован проект Договора о создании Союзного государства, который был скорректирован при участии общественных организаций.
Фундаментальным шагом стало подписание Договора о создании Союзного государства (8 декабря 1999), который стал юридической и политической основой для дальнейшей интеграции. 13 декабря 1999 года его ратифицировала Государственная дума Российской Федерации (371 голос «за», 2 «против», 3 воздержались). В ходе обсуждения занимавший тогда пост премьер-министра Владимир Путин в своём выступлении напомнил, что странам-участницам после подписания Договора предстоит провести большую работу по созданию реальных механизмов интеграции — «единого экономического пространства, единой таможенной территории, общего бюджета и согласованной политики в международных и оборонных делах, в социальной и культурной областях». С критикой ратификации выступил экс-премьер Сергей Кириенко, тогдашний лидер Союза правых сил, который заявил, что в предложенной форме Договор не может быть реализован и что к вопросу российско-белорусских отношений надо подходить серьёзнее в вопросах интеграции. Он также призвал Конституционный суд проверить ратификацию договора на соответствие действовавшему российскому законодательству. Председатель подкомитета Госдумы по топливным ресурсам Валерий Язев, поддержав подписание Договора, признал, что договор действительно технически несовершенен, но будет дорабатываться в дальнейшем.
26 января 2000 года, после ратификации Договора парламентами двух стран, он вступил в силу.

### Развитие интеграции
В конце 2006 года, в свете резкого повышения Россией цен на газ для Беларуси, президент Лукашенко высказывал значительное разочарование. В январе 2007 года он заявлял: «От нас требуют вступления в состав России… Я не хочу похоронить суверенитет и независимость моей Беларуси…».
Однако уже на рубеже 2007 и 2008 годов процесс интеграции усилился. Президентами России и Беларуси рассматривались подготовленные экспертами варианты Конституционного акта, делегирования союзных полномочий и формирования наднациональных органов Союза, а также избрания президента Союза. С мая 2008 года по июль 2012 года Владимир Путин являлся главой Совета министров Союзного государства.
Впрочем, в связи с выявившимися экономическими и политическими противоречиями, процесс интеграции двух государств продвигался медленно, а в 2010 году из-за значительных осложнений в отношениях России и Беларуси и разногласий между главами государств интеграция практически остановилась. До 2011 года проект тихо «умирал» из-за различия стратегических интересов обеих стран, и лишь потепление отношений между странами в 2011 году постепенно вернуло идею Союза на прежний уровень.
Белорусское правительство 3 сентября 2019 года передало для одобрения президенту Александру Лукашенко проект программы действий по интеграции. В ней заложена концепция, которая подразумевает исполнение принципа «две страны — один рынок». 6 сентября этого же года премьер-министры Беларуси и России Сергей Румас и Дмитрий Медведев парафировали программу интеграции двух стран. Был утверждён перечень дорожных карт — в список вошла 31 такая карта, однако их содержание не раскрывается. К 8 ноября 2019 года правительства Беларуси и России согласовали 16 дорожных карт из 31, разработанных в рамках экономической интеграции двух стран, к 20 ноября — 21. 7 декабря в Сочи состоялась ещё одна встреча глав государств, по итогам которой 8 карт так и не были согласованы. 7−8 декабря в Минске прошли уличные акции протеста против углублённой интеграции с Россией. Во время встречи 20 декабря в Санкт-Петербурге были согласованы проекты документов по электроэнергетике и по вопросам сотрудничества таможенных служб, однако осталось ещё 3 блока вопросов. 
Тем не менее Беларусь продолжала проявлять независимую политику во всех сферах. Президент Беларуси Александр Лукашенко до последнего старался сохранить суверенитет страны в условиях непростых белорусско-российских отношений. Однако постоянное экономическое и политическое давление со стороны Москвы не давало простора для этого. А позиция со стороны Запада, которая поддержала оппозицию в ходе протестов 2020 года, только способствовали потери белорусской самостоятельности. В итоге Лукашенко пошёл на более тесное сотрудничество к Москвой.
10 сентября 2021 года в Минске на заседании совета министров Союзного государства России и Беларуси российский и белорусский премьеры Михаил Мишустин и Роман Головченко подписали 28 союзных программ и «Основные направления реализации положений Договора о создании Союзного государства на 2021—2023 годы». 5 ноября президенты обоих стран государств подписали декрет Союзного государства, утвердив 28 программ по интеграции в вопросах налогообложения и кредитования, а также по созданию объединённых рынков нефти, газа и транспортных услуг.
24 февраля 2022 года Россия начала вторжение на Украину. Беларусь предоставила для российской армии свою территорию, что было подтверждено властями страны. В качестве предлога для концентрации войск использовались совместные военные учения «Союзная решимость-2022».
29 января 2024 года президент РФ Владимир Путин и глава Беларуси Александр Лукашенко подписали постановление о создании медиакомпании Союзного государства России и Беларуси. По словам главы Минцифры РФ, в него будут включены две ежедневные газеты, еженедельный журнал и телеканал, вместе они обеспечат скоординированную политику.
6 декабря 2024 года президенты России и Беларуси подписали договор о гарантиях взаимной безопасности в рамках Союзного государства. В частности, документ определяет обязательства сторон в области защиты суверенитета, независимости, конституционного строя, обороны стран-участниц надгосударственного образования. Также в нём прописаны договорённости по обеспечению целостности и неприкосновенности территории и внешней границы Союзного государства. Согласно документу, Москва и Минск могут задействовать для решения этих задач все имеющиеся у них силы и средства, в том числе и российское ядерное тактическое оружие, размещённое на территории Беларуси. По словам посла РФ Бориса Грызлова, данный договор подтверждает, что внешние границы Союзного государства образуют единое оборонное пространство. 5 февраля 2025 года президент РФ Владимир Путин внёс этот договор на ратификацию в Госдуму.

### Инициативы по присоединению к Союзному государству других стран
В день подписания Договора об образовании Союзного государства некоторые депутаты призвали принять обращение к народу и властям Украины с предложением рассмотреть возможность вступления Украины в Союзное государство России и Беларуси.
В 2001 году президент Молдавии Владимир Воронин озвучил планы по вступлению Молдавии в Союзное государство, однако после многочисленных встреч с президентом России Владимиром Путиным в 2001—2002 годах этот вопрос не был решён.
В 1999 году президент Югославии Слободан Милошевич заявлял, что желает присоединения своей страны к Союзному государству на правах наблюдателя. 16 апреля 1999 Госдума приняло постановление o присоединении Югославии к Союзу Беларуси и России, в нём депутаты Думы, в частности, поддержали «решение Союзной Скупщины Союзной Республики Югославии о присоединении Союзной Республики Югославии к Союзу Беларуси и России» и рекомендовали «Президенту Российской Федерации и Правительству Российской Федерации незамедлительно приступить к рассмотрению международных, политических, экономических, правовых и иных вопросов, связанных с указанным постановлением Союзной Скупщины Союзной Республики Югославии»; за проголосовали 326 депутатов, против — 46.
В Киргизии оппозиция в июне 2007 года пыталась инициировать референдум о присоединении к Союзному государству.
17 октября 2008 года парламенты Абхазии и Южной Осетии получили статус постоянных наблюдателей при Парламентском собрании Союзного государства.
21 февраля 2024 президент Абхазии Аслан Бжания заявил о готовности вступить в Союзное государство.

## Государственное устройство
Особенность институциональной системы Союзного государства заключается в синтезе принципов построения федеративного государства и принципов организации международной организации, так как первые работают на базе разделения властей, а вторые на базе распределения предметных компетенций между государственными органами и международной организацией; не стоит забывать и о разнице в подходе к национальному принципу при принятии решений, характере возлагаемых полномочий.

### Парламент
Парламент Союзного государства будет иметь исключительное правовое положение, поскольку только он должен будет формироваться народом Союзного государства непосредственно. Структурно будет включать в себя Палату Представителей и Палату Союза, при этом места будут распределяться следующим образом:
- Палата Союза — по 36 депутатов от каждого государства-участника;
- Палата Представителей — 75 депутатов от России и 28 депутатов от Беларуси.

Исследователями отмечается большое количество пробелов в правовом регулировании данного института. До принятия закона о выборах депутатов функции парламента Союзного государства исполняет Парламентское собрание Союза Беларуси и России.

### Высший Государственный Совет
Высший Государственный Совет Союзного государства формируется из высших лиц обоих государств. Два участника Союза формируют биполярную систему управления, устойчивость которой зависит от преобладания национальных и союзных интересов у каждой из сторон. Представляет собой периодически созываемый орган. Основывается на принципе единогласного принятия актов, что означает дискриминацию большинства в интересах меньшинства. К его компетенции относится решение вопросов, связанных с развитием Союзного государства, образование органов, издание декретов, постановлений, директив и так далее.
Члены Высшего Государственного Совета:
- Лукашенко А. Г., президент Республики Беларусь;
- Путин В. В., президент Российской Федерации;
- Турчин А. Г., премьер-министр Республики Беларусь;
- Мишустин М. В., председатель правительства Российской Федерации;
- Кочанова Н. И. председатель Совета Республики Национального собрания Республики Беларусь;
- Сергеенко И. П., председатель Палаты представителей Национального собрания Республики Беларусь;
- Матвиенко В. И., председатель Совета Федерации Федерального Собрания Российской Федерации;
- Володин В. В., председатель Государственной Думы Федерального Собрания Российской Федерации.

### Совет министров
Совет министров является исполнительным органом Союзного государства. В него входят Председатель Совета министров Союзного государства, главы правительств Беларуси и России, министры иностранных дел, экономики и финансов государств-участников, руководители основных отраслевых и функциональных органов управления Союзного государства, Государственный секретарь Союзного государства.
Совет министров Союзного государства является прообразом правительства — исполнительным органом с широкими полномочиями. Имеет непостоянный характер работы, что связано с совмещением частью министров работы и на Союз, и на государство-участника, недостаток властных и распорядительных полномочий.

### Суд
Судебная система Союзного государства включает суды, выполняющие функции конституционного суда и высших отраслевых судов. Судебная ветвь власти не получила значительной роли и имеет узкий набор полномочий и функций. В целом, детализация судов в договоре считается недостаточной.

### Счётная палата
Согласно Договору, в систему органов Союзного государства должна была войти Счётная палата. Она должна была стать органом, контролирующим финансы Союзного государства.

### Постоянный комитет
Постоянный комитет Союзного государства образован 27 июня 2000 года. Он обеспечивает деятельность Высшего Государственного Совета и Совета министров Союзного государства. Подотчётен Совету министров Союзного государства.
Руководит работой Постоянного комитета Государственный секретарь Союзного государства, в состав Постоянного комитета входят также четыре члена Постоянного комитета, являющиеся по должности его заместителями. Членами Постоянного комитета могут быть только граждане государств-участников. В составе Постоянного комитета не должно быть более двух третей членов Постоянного комитета, являющихся гражданами одного государства. С декабря 2011 года по март 2021 года государственным секретарём являлся Григорий Рапота, с марта 2021 года по апрель 2025 года — Дмитрий Мезенцев, с апреля 2025 года — Сергей Глазьев.

### Равенство прав граждан стран-участниц Союзного государства
Нормы о равных правах граждан Республики Беларусь и Российской Федерации закреплены:
- Соглашением о взаимном признании и эквивалентности документов об образовании, ученых степенях и званиях (27 февраля 1996 года);
- Решением Высшего Государственного Совета Сообщества Беларуси и России «О равных правах граждан на трудоустройство, оплату труда и предоставление других социально-трудовых гарантий» (22 июня 1996 года);
- Договором «О равных правах граждан» (25 декабря 1998 года);
- Соглашением об использовании миграционной карты единого образца (5 октября 2004 года);
- Соглашением об обеспечении равных прав граждан РФ и РБ на свободу передвижения, выбор места пребывания и жительства на территориях государств — участников Союзного государства (24 января 2006 года);
- Договором о сотрудничестве в области социального обеспечения (24 января 2006 года);
- Протоколом к Соглашению между Правительством РФ и Правительством РБ об избежании двойного налогообложения и предотвращении уклонения от уплаты налогов в отношении налогов на доходы и имущество (24 января 2006 года);
- Соглашением о порядке оказания медицинской помощи гражданам РФ в учреждениях здравоохранения РБ и гражданам РБ в учреждениях здравоохранения РФ (24 января 2006 года)[50].

## Экономика

### Объединённый рынок электроэнергии
Летом 2024 распоряжение о создании объединённого рынка электроэнергии подписал Путин. Планируется организовать торговлю электроэнергией между уполномоченными компаниями. На втором этапе предусматривается расширение состава участников и организацией единого технологического процесса управления.
На последующих этапах — синхронизация с работой общего рынка Евразийского экономического союза.

## Единая валюта Союзного государства
Заявляется, что валюта Союзного государства будет создана, когда созреет экономическая интеграция.

## Спутниковая группировка
У Союзного государства существует собственная спутниковая группировка, состоящая из шести аппаратов ДЗЗ: один белорусский и пять российских, серии «Канопус», для «обеспечения достоверной информацией систем МЧС, министерств сельского хозяйства, производителей сельхозпродукции». На ближайшие годы запланировано развитие группировки.

## Символика
В Союзе предполагается унификация законодательства, символики (флаг, герб, гимн), валюты и тому подобных атрибутов. До настоящего времени символы Союзного государства: флаг, герб и гимн — не утверждены, однако 6 ноября 2021 года госсекретарь Союза Дмитрий Мезенцев заявил, что работа над единой символикой уже началась. По его словам, проект символа, «это, прежде всего, исторический символ, деполитизированный насколько это возможно, безусловно, с обязательным представлением национальных флагов — красно-зелёного с орнаментом белорусского и российского триколора». Предложения по флагу и гимну будут подготовлены для рассмотрения в 2023 году Высшим госсоветом СГ.

### Премии
- Премия Союзного государства в области литературы и искусства — учреждены Решением Высшего Совета Союза Беларуси и России от 28 апреля 1999 года № 6 «Об учреждении премий Союза Беларуси и России в области литературы и искусства»[58].
- Премия Союзного государства в области науки и техники[59].

### Комментарии
1. ↑  Беларусь: 207 600 км². Россия: 17 125 191 км²[1]
2. 1 2 3  Число получено путём сложения данных об участниках
3. ↑  Беларусь: 9 255 524 чел. Россия: 145 557 576 чел.
4. ↑   Беларусь: ↗ $189,178 млрд
Россия: ↗ $4213,403 млрд[2]

### Сноски
1. ↑  Федеральная служба государственной статистики РФ. Дата обращения: 21 октября 2003. Архивировано из оригинала 21 октября 2003 года.
2. ↑  Международный валютный фонд (2019). Дата обращения: 22 марта 2020. Архивировано 11 июня 2020 года.
3. 1 2  Кизима С. А. Союзное государство в контексте Таможенного союза и ЕЭП. Дата обращения: 23 апреля 2022. Архивировано 23 апреля 2022 года.
4. ↑  Соглашение о Таможенном союзе между Российской Федерацией и Республикой Беларусь от 06 января 1995 - docs.cntd.ru. docs.cntd.ru. Дата обращения: 28 мая 2022. Архивировано 28 мая 2022 года.
5. ↑  Куракина, 2007, с. 10, 18.
6. ↑  История Союзного государства. Дата обращения: 28 июня 2022. Архивировано 20 июня 2022 года.
7. ↑  Договор от 8 декабря 1999 года о создании союзного государства. Дата обращения: 28 июня 2022. Архивировано 31 марта 2022 года.
8. ↑  Куракина, 2007, с. 18.
9. ↑  Куракина, 2007, с. 18—19.
10. ↑  Куракина, 2007, с. 19.
11. ↑  Куракина, 2007, с. 20—21.
12. ↑  Договор о создании Союзного государства. Информационно-аналитический портал Союзного государства. Дата обращения: 13 марта 2024. Архивировано 20 октября 2021 года.
13. ↑  Куракина, 2007, с. 21.
14. 1 2   Информационная программа «Вести» (телеканал РТР, выпуск от 13 декабря 1999)
15. ↑  Москва и Минск обсудят три плана объединения. На повестке — возможность Путина возглавить Союзное государство. NEWSru.com (11 декабря 2007). Дата обращения: 24 июня 2020. Архивировано 25 января 2022 года.
16. ↑  Политика: В. Путин стал главой совета министров Союзного государства Беларуси и РФ. Top.rbc.ru. Дата обращения: 27 мая 2008. Архивировано из оригинала 28 мая 2008 года.
17. ↑  Союз Белоруссии и России: цель или средство? ИноСМИ.Ru (9 мая 2011). Дата обращения: 24 июня 2020. Архивировано 21 октября 2020 года.
18. ↑  Медведев и Румас согласовали программу интеграции. Sputnik Беларусь. Дата обращения: 9 января 2020. Архивировано 6 сентября 2019 года.
19. ↑  Правительства Беларуси и России согласовали больше половины дорожных карт. Sputnik Беларусь. Дата обращения: 9 января 2020. Архивировано 16 декабря 2019 года.
20. ↑  Почему Беларусь и Россия не подписали дорожные карты интеграции. eurasia.expert. Дата обращения: 9 января 2020. Архивировано 25 января 2022 года.
21. ↑  «Есть подвижки по компенсации». Семашко поведал о переговорах Лукашенко и Путина в Сочи. TUT.BY (8 декабря 2019). Дата обращения: 9 января 2020. Архивировано из оригинала 26 декабря 2019 года.
22. ↑  Россия и Беларусь пока не договорились по газу, нефти и налогам. TUT.BY (20 декабря 2019). Дата обращения: 9 января 2020. Архивировано из оригинала 21 декабря 2019 года.
23. ↑  Baldfellas: How Belarus’s Failed Regime-Change Movement Shaped Putin’s War Plan - By Mark Ames - The eXiled (англ.). Дата обращения: 17 марта 2025.
24. ↑  Совместное заявление Председателя Правительства Российской Федерации и Премьер-министра Республики Беларусь о текущем развитии и дальнейших шагах по углублению интеграционных процессов в рамках Союзного государства. 10.09.2021. Дата обращения: 26 ноября 2021. Архивировано 20 марта 2022 года.
25. ↑  Две страны — одна экономика. В каких сферах договорились интегрироваться Россия и Белоруссия. Коммерсантъ. Дата обращения: 26 ноября 2021. Архивировано 15 марта 2022 года.
26. ↑  Интеграции открыли путь. Что означает подписание декрета Союзного государства для России и Белоруссии // Радио «Ъ FM», 05.11.2021. Дата обращения: 26 ноября 2021. Архивировано 26 ноября 2021 года.
27. ↑  В медиахолдинг Союзного государства войдут четыре СМИ. TACC. Дата обращения: 31 января 2024. Архивировано 31 января 2024 года.
28. ↑  Andrey Ivanov, Aleksandr Kotov. Economic publicism in the newspaper “Okrainy Rossii” (1906—1912) // OOO "Zhurnal "Voprosy Istorii". — 2019-08-01. — Т. 2019, вып. 08. — С. 50–63. — ISSN 0042-8779. — doi:10.31166/voprosyistorii201908statyi06.
29. ↑  Россия и Беларусь подписали договор о гарантиях безопасности. dw.com (6 декабря 2024). Дата обращения: 19 февраля 2025.
30. ↑  Путин внёс на ратификацию договор с Беларусью о гарантиях безопасности. РБК (5 февраля 2025). Дата обращения: 19 февраля 2025.
31. ↑  Борис Ельцин. Президентский марафон: Размышления, воспоминания, впечатления…. — 4. — М.: АСТ, 2000. — С. 207. — 424 с. — ISBN 5–17–003500–4.
32. ↑  Newsline - April 19, 1999. Дата обращения: 1 января 2023. Архивировано 1 января 2023 года.
33. ↑  Постановление ГД ФС РФ от 16 апреля 1999 года № 3880-II ГД «О присоединении Союзной Республики Югославии к Союзу Беларуси и России». Дата обращения: 1 января 2023. Архивировано 1 января 2023 года.
34. ↑  Справка о результатах голосования по вопросу: Пост ГД О присоед. Югославии к Союзу Беларуси и России; за основу. Дата обращения: 1 января 2023. Архивировано 1 января 2023 года.
35. ↑  Би-би-си | Россия | Оппозиция Киргизии хочет союза с Москвой. Дата обращения: 1 июля 2008. Архивировано 15 сентября 2007 года.
36. ↑  Сухуми и Цхинвали получили статус наблюдателей при ПСС РФ и Беларуси. РИА Новости (17 октября 2008). Дата обращения: 14 августа 2010. Архивировано 13 февраля 2012 года.
37. ↑  Куракина, 2007, с. 25.
38. ↑  Антоненко, 2007, с. 15.
39. 1 2  Куракина, 2007, с. 26.
40. ↑  Куракина, 2007, с. 26—27.
41. ↑  Антоненко, 2007, с. 17.
42. ↑  Антоненко, 2007, с. 18.
43. ↑  Куракина, 2007, с. 25—27.
44. ↑  Высший Государственный Совет. www.postkomsg.com. Дата обращения: 14 марта 2025. Архивировано 7 апреля 2020 года.
45. ↑  Совет министров Союзного государства. Информационно-аналитический портал Союзного государства. Дата обращения: 19 апреля 2025. Архивировано 19 апреля 2025 года.
46. 1 2 3  Антоненко, 2007, с. 19.
47. ↑  Куракина, 2007, с. 27.
48. 1 2 3  Куракина, 2007, с. 27—28.
49. ↑  Постоянный Комитет Союзного государства. Информационно-аналитический портал Союзного государства. Дата обращения: 19 апреля 2025. Архивировано 19 апреля 2025 года.
50. ↑  Россиянин в Беларуси: права, обязанности и возможности. Парламентская газета. Архивировано 2 июня 2021 года.
51. ↑  Россия и Беларусь подпишут договор о создании рынка электроэнергии // РИА Новости. — 2024. — 29 июля. Архивная копия от 30 июля 2024 на Wayback Machine
52. ↑  Виктория Полякова (29 мая 2023). Лукашенко назвал введение единой валюты с Россией не сегодняшним вопросом. РБК.
53. ↑  Путин оценил перспективы введения единой валюты Союзного государства. РИА Новости. 4 июля 2024. Архивировано 26 июля 2024. Дата обращения: 22 июля 2024.
54. ↑  Финансы по спутниковым проектам Союзного государства определят в этом году. РИА Новости (24 мая 2022). Дата обращения: 25 мая 2022. Архивировано 4 июня 2022 года.
55. ↑  Мезенцев заявил, что работа над единой символикой Союзного государства уже идёт. ТАСС (6 ноября 2021). Дата обращения: 6 ноября 2021. Архивировано 6 ноября 2021 года.
56. ↑  Проект символа Союзного государства представили членам Высшего Госсовета. TACC. Дата обращения: 12 января 2023. Архивировано 12 января 2023 года.
57. ↑  Мезенцев: предложения по символике Союзного государства подготовят для рассмотрения ВГС. TACC. Дата обращения: 12 января 2023. Архивировано 12 января 2023 года.
58. ↑  Положение о премиях Союзного государства в области литературы и искусства
59. ↑  Союзное государство будет вручать премии в области науки и техники. ТАСС. 17 июля 2020. Архивировано 18 июля 2020. Дата обращения: 22 июля 2024.